# Rezerwat przyrody Stare Biele
Rezerwat przyrody „Stare Biele” – leśny rezerwat przyrody położony na terenie gminy Szudziałowo w województwie podlaskim. Leży w granicach Parku Krajobrazowego Puszczy Knyszyńskiej.
- Powierzchnia według aktu powołującego: 255,65 ha (obecnie podawana wartość 256,20 ha[1])
- Rok powstania: 1987
- Rodzaj rezerwatu: leśny[1]
- Cel ochrony: zachowanie cennych fragmentów Puszczy Knyszyńskiej obejmujących dobrze wykształcone zbiorowiska roślinne z szeregiem roślin chronionych i rzadkich, oraz zachowanie kompleksów bagien i zarastających łąk będących ostoją zwierząt[1].